# Wojciech Nowicki
Wojciech Nowicki, poljski atlet, 22. februar 1989, Białystok, Poljska.
Nowicki je za Poljsko nastopil na Poletnih olimpijskih igrah 2016 v Riu de Janeiru, osvojil bronasto medaljo v metu kladiva.
Wojciech Nowicki dosegel tri zaporedni bronasti medalji s svetovnih prvenstev v letih 2015, 2017 in 2019.  Leta 1998 je z doseženimi 80,12 metri postal evropski prvak. 